# Yeylāq
Yeylāq (persiska: ییلاق) är en ort i Iran.   Den ligger i provinsen Nordkhorasan, i den nordöstra delen av landet, 500 km nordost om huvudstaden Teheran. Yeylāq ligger 1 254 meter över havet och antalet invånare är 230.
Terrängen runt Yeylāq är huvudsakligen kuperad, men åt nordost är den platt. Terrängen runt Yeylāq sluttar norrut. Runt Yeylāq är det ganska glesbefolkat, med 27 invånare per kvadratkilometer. Närmaste större samhälle är Karkūlī, 8,7 km norr om Yeylāq. Trakten runt Yeylāq består i huvudsak av gräsmarker.